# Sutra del Cuore

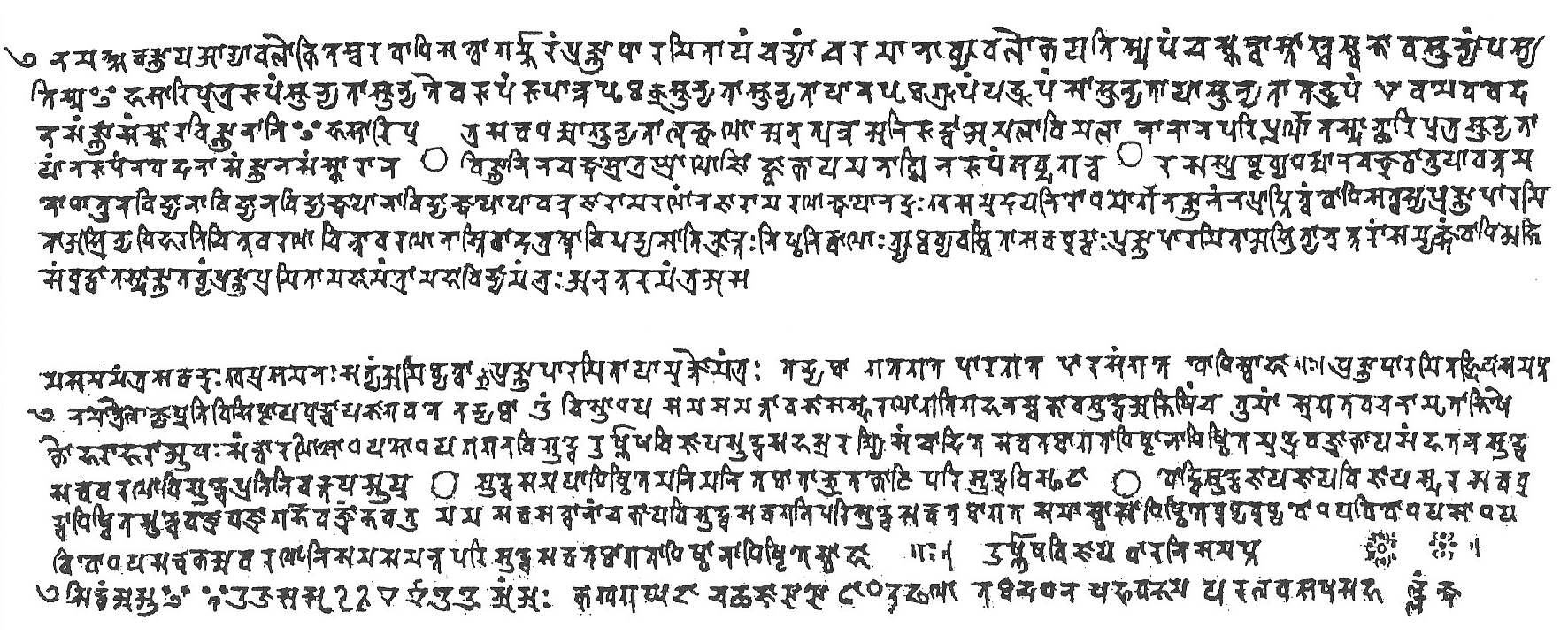
Replica di un manoscritto sanscrito su foglia di palma del 609 contenente il Sutra del Cuore

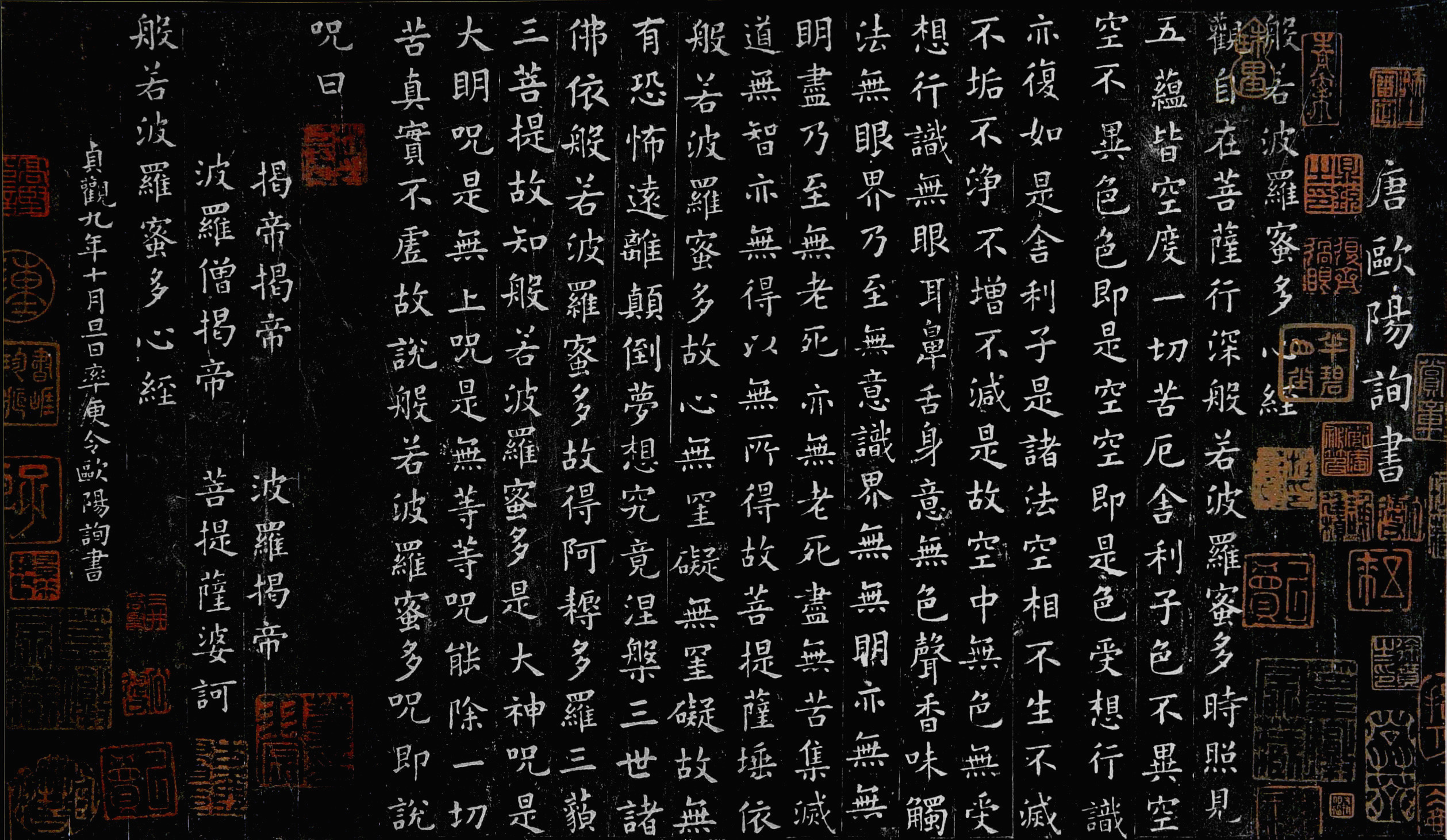
Il Sutra del Cuore nella calligrafia di Ouyang Xun, datato 635

Il Sutra del cuore della perfezione della saggezza o Sutra del cuore (Sanscrito: प्रज्ञापारमिताहृदय Prajñāpāramitā Hṛdaya) è un sūtra Mahāyāna del gruppo della Prajñāpāramitā, molto conosciuto e diffuso nei paesi di tradizione mahāyāna per la sua brevità e densità di significato.

## Origine, traduzioni e fortuna
Si ritiene che il Sutra del Cuore sia stato composto intorno al I secolo d.C. nell'Impero Kushan. La più antica menzione di una versione cinese risale al 200-250 d.C. Fu tradotto ancora in cinese da Kumārajīva (344-413) intorno al 400 d.C.
Jan Nattier ha tuttavia avanzato la tesi che tale sūtra sia un apocrifo cinese basato sulla sintesi di un più ampio Prajñāpāramitā sūtra di origine indiana, successivamente introdotto in India dal pellegrino cinese Xuánzàng (玄奘, 602-664) e lì tradotto in sanscrito.
Il Sutra del Cuore è conservato nel Canone cinese all'interno del Bōrěbù; nel Canone tibetano all'interno del Kangjur (bKa'-'gyur), precisamente nel 34° volume che raccoglie gli Sna-tshogs (sutra brevi) della II sezione denominata Sher-phyin (prajñāpāramitā).
Nel Canone cinese fu tradotto da:
- Kumārajīva con il titolo 般若波羅蜜多心經 (pinyin: Bōrě bōluómìduō xīnjīng, giapponese Hannya haramitta shingyō) e conservato al T.D. 251.8.848c. Questa versione gode della maggiore diffusione in Asia Orientale.
- Xuánzàng (玄奘, 602-664) con il titolo 摩訶般若波羅蜜多心經 (Móhē bōrě bōluómìduō xīnjīng, giapp. Maka hannya haramitta shingyō). Questa versione, leggermente più lunga ed elaborata, tuttavia è meno diffusa ed utilizzata.

La versione cinese è spesso recitata, con gli adattamenti alla pronuncia locale, nelle cerimonie Zen in Cina, Giappone, Corea, Vietnam.
Anche Kūkai (空海, 774-835) il fondatore della scuola buddista giapponese Shingon scrisse un commentario al sutra, lo Hannyashingyo-hiken (般若心經秘鍵, T.D. 2203).
Tra i numerosi altri commenti si segnala per la sua originalità e vigore quello del maestro zen del XVIII secolo Hakuin dal titolo Dokugo shingyō (毒語心経, Parole velenose per il cuore).
Nelle altre tradizioni del Canone cinese viene denominato:
- in coreano 반야바라밀다심경 Banya baramilda simgyeong o Panya paramilda simgyŏng;
- in vietnamita Bát nhã ba la mật đa tâm kinh.

Nel Canone tibetano prende il nome di Shes-rab-kyi pha-rol-tu phyin-pa'i snying-po e fu tradotto nel IX secolo da Rinchen Dé. Significativamente nel Kangyur del Canone tibetano il sūtra compare due volte: una nella sezione, appunto, dei Sūtra  e una nella sezione dei Tantra, data la presenza, alla fine del testo, di un mantra.
La versione tibetana si distingue per una maggiore lunghezza rispetto a quella cinese, nonché per l'incipit, totalmente assente in cinese. Colà inizia col tradizionale "Così ho udito" (sanscrito: "evaṃ mayā śrutam", pāli: "Evaṃ me sutaṃ"), specifica che il luogo in cui si svolge è il Picco dell'Avvoltoio a Rājagṛha, presenti numerosi umani, Deva e bodhisattva. Quindi il Buddha entrò in profonda Samādhi concentrata sul succedersi dei dharma. Allora Śāriputra chiese ad Avalokita di spiegargli come si possa fare esercizio della pratica della Perfezione della Saggezza. La risposta di Avalokita coincide con l'inizio della versione cinese del sūtra. La versione tibetana coincide poi con questa, tranne il finale, dove, dopo il mantra, la versione tibetana presenta una breve chiusura in cui il Buddha, uscito dalla meditazione, loda le parole del bodhisattva Avalokita.
Vi sono tuttora molte diverse opinioni sulle origini e sulle vicende del testo. Una discussione in lingua italiana concisa ma completa e aggiornata è reperibile all'interno del secondo volume di La rivelazione del Buddha. Una nuova, innovativa versione dalle fonti cinese e sanscrita è stata realizzata da Thich Nhat Hanh nel 2014 ed è pubblicata e commentata estesamente nel libro The Other Shore (ed. it. L'altra riva del fiume), anche in comparazione con la versione tradizionale.

## Il testo
Consiste di soli quattordici śloka (versi) nella versione in sanscrito e 260 caratteri nella versione cinese più diffusa (T.D. 251.8.848c. ). 
Vari commentari suddividono il testo in sezioni in modo diverso. 
L'argomento del sutra è la formulazione la dottrina della "vacuità" (o letteralmente: "vuotezza", sanscrito śūnyatā) ovvero la insostanzialità (o non esistenza intrinseca) di tutti i fenomeni. I dharma, resi in italiano come "fenomeni" comprendono sia gli oggetti dei sensi, che rientrano nel mondo fenomenico della filosofia occidentale, ma anche gli oggetti del pensiero (intendendo la mente come organo di senso) e, per questo, il campo coperto dal concetto di "dharma" è molto più ampio.
Il sutra si apre con l'esperienza della "visione profonda" ottenuta dal bodhisattva della compassione Avalokiteśvara. La visione profonda rivela l'insostanzialità (śūnyatā) dei cinque skandha (elementi): forma (o materia, rūpa), sensazione (vedanā), percezione (saṁjñā), discriminazione (aggregati o costrutti mentali, samskārā), e coscienza (vijñāna); cioè tutte le parti in cui tradizionalmente è articolata, secondo la filosofia buddista, la realtà fisica e psichica.
Avalokiteśvara si rivolge a Śariputra rivelando che: "Forma è vuoto, vuoto è forma e così per i restanti quattro skandha".
Questa frase è tradotta da Kumārajīva come:

色不異空，空不異色；色即是空，空即是色

che corrisponderebbe a un originale in sanscrito: Rupan na prithak śunyata, śunyataya na prithag rupan, rupan śunyata śunyataiva rupan e, svolta in italiano diviene: "La forma non è diversa dal vuoto, il vuoto non è diverso dalla forma, la forma è proprio tale vuoto, il vuoto è proprio tale forma".

La versione di Xuánzàng:

色不離空，空不離色，色即是空，空即是色，是色彼空，是空彼色

che corrisponderebbe a un originale in sanscrito: Rupan na prithak śunyata, śunyataya na prithag rupan, rupan śunyata śunyataiva rupan, yad rupan sa śunyata ya śunyatad rupan, e che a sua volta può essere resa come: "La forma non è distinta dal vuoto, il vuoto non è distinto dalla forma; la forma è proprio tale vuoto, il vuoto è proprio tale forma; se questa è la forma tale è il vuoto, se questo è il vuoto tale è la forma"

A questo punto Avalokiteśvara svela che tutti i dharma sono vuoti e:

"non nati né distrutti, non puri né impuri, non si accrescono né decrescono"»
Questa affermazione, che smentisce clamorosamente la realtà così come intesa dai sensi, va letta tenendo presente che il "punto di vista" proviene dal piano della Prajñāpāramitā, la Perfezione della Saggezza.
Nel seguito del sūtra la stessa insostanzialità viene rilevata per i sei sensi (cinque sensi più l'aspetto mentale), per gli oggetti dei sensi e infine per le stesse Quattro nobili verità:
Questo non va ovviamente inteso come una dissacrazione, ma come il frutto dell'elaborazione teorica della scuola Mādhyamika: l'espressione del fatto che nulla, neppure ciò che è ritenuto più sacro, possiede una esistenza intrinseca.
Quindi il sūtra, dopo aver trattato i temi tipici dell'Abhidharma, destrutturandoli nell'ottica del Mādhyamika di Nāgārjuna, introduce il tema, tipicamente Mahāyāna, della via del Bodhisattva:
"I bodhisattva, prendendo rifugio nella Perfezione della Saggezza, sono privi di barriere mentali"»
Le "barriere mentali" (in talune edizioni sanscrite: citta-avarana, in altre: citta-alambana) rimanda ai concetti espressi dalla scuola Vijñānavāda, nota per essere considerata il "Terzo giro della Ruota del Dharma". Ed è solo grazie a tale visione priva di barriere (inclusa la distinzione tra Nirvāṇa e Saṃsāra), continua il sūtra, che essi:

"vedono al di là delle illusioni e infine giungono al Nirvāṇa".»
e raggiungono l'Anuttarā-saṃyak-saṃbodhi, la "perfetta e insuperabile liberazione".
La locuzione "barriere mentali" in alcune traduzioni è reso come "barriere della mente", dettaglio questo significativo perché non lascia spazio a fraintendimenti nel momento in cui chiarisce che le barriere non sono all'interno della mente ma è la mente stessa una barriera.
Dopo aver chiarito che la Prajñāpāramitā coincide con il Tathāgatagarbha, la Matrice di tutti i Buddha, il sūtra si conclude con una svolta ancora, questa volta dal sapore decisamente Mantrayana, svincolandosi da qualsiasi pensiero discorsivo e dalla logica sin qui seguita e introducendo, con un crescendo di aggettivi, il mantra finale.

## Mantra
Ancor più famoso del testo stesso è il mantra conclusivo, definito come "Mahāmantro, mahā-vidyā mantro, ‘nuttara mantro samasama-mantrah", cioè "Il grande mantra, il mantra della grande sapienza, supremo, incomparabile, che libera da ogni sofferenza Esso recita:
| Devanāgarī | Cinese     | Alfabeto Latino | Traduzione                 |
| ---------- | ---------- | --------------- | -------------------------- |
| गते गते      | 羯諦羯諦   | Gate gate       | Andato, andato             |
| पारगते       | 波羅羯諦   | Pāragate        | Andato oltre               |
| पारसंगते      | 波羅僧羯諦 | Pārasaṃgate     | Completamente andato oltre |
| बोधि स्वाहा     | 菩提薩婆訶 | Bodhi svāhā     | Omaggio all'illuminazione  |

La traduzione è approssimativa in quanto, come spesso accade, la grammatica sanscrita dei mantra è di dubbia interpretazione. Tra l'altro gate è interpretabile come vocativo femminile "Oh, colei che è andata", riferibile alla Prajñāpāramitā stessa personalizzata al femminile.